# Тёмная Башня (комиксы)
Тёмная Башня (англ. The Dark Tower) — серия комиксов, выпускаемая издательством Marvel Comics с 2007 года на английском языке, серия основана на известном цикле романов о Тёмной Башне американского писателя Стивена Кинга. Адаптация производится по сценарию Робин Ферт при сотрудничестве с Дэвидом Питером. Стивен Кинг выступает в качестве креативного и исполнительного директора проекта.
Первая глава серии состоит из 30 частей, которые представляют собой пять томов с иллюстрациями Джея Лии Ричарда Исанова. Первый том «Тёмная Башня: Рождение Стрелка» базируется в основном на книгах «Стрелок» и «Колдун и кристалл», последний из них несёт новое содержание.
Как заявил Питер Дэвид в послесловии «Долгая дорога домой», серия комиксов про Роланда Дискейна представляют собой «постепенное превращение юнца в стрелка», начиная от его путешествия в Меджисе из «Колдун и кристалл» и заканчивая битвой на Иерихонском холме, как описано в «Волках Кальи» и «Тёмной Башне».
Вторая глава также состоит из 30 частей, разбитых на пять томов, и носит название «Стрелок». Первый том второй главы в перспективе являет собой начало путешествия («Путешествие начинается») и разворачивается спустя 12 лет после событий на Иерихонском холме. Последний том, «Человек в чёрном», в значительной степени является адаптацией последней части первой книги цикла, а именно глав «Медленные мутанты», «Стрелок и Человек в чёрном».
Комикс «Тёмная Башня» планировалось завершить после выхода фрагмента «Так пал Лорд Перт», как гласит источник на сайте Marvel. Однако, 25 апреля 2014 года было объявлено о начале выхода третьей сюжетной арки «Извлечение троих».
Marvel публикует коллекцию комиксов в твердом переплете для каждой сюжетной арки, в сентябре 2011 и 2014 годов вышли собрания коллекций.

## Сюжетные арки
| Том                   | Название                                                     | Количество частей | Даты выхода                        |
| --------------------- | ------------------------------------------------------------ | ----------------- | ---------------------------------- |
| Тёмная Башня          |                                                              |                   |                                    |
| 1                     | Рождение Стрелка (англ. The Gunslinger Born)                 | 7                 | 7 февраля 2007 — 1 августа 2007    |
| 2                     | Долгая дорога домой (англ. The Long Road Home)               | 5                 | 5 марта 2008 — 2 июля 2008         |
| 3                     | Предательство (англ. Treachery)                              | 6                 | 10 сентября 2008 — 25 февраля 2009 |
| *                     | Колдун (англ. The Sorcerer)                                  | 1                 | 15 апреля 2009                     |
| 4                     | Падение Гилеада (англ. Fall of Gilead)                       | 6                 | 13 мая 2009 — 25 ноября 2009       |
| 5                     | Битва на Иерихонском холме (англ. Battle of Jericho Hill)    | 5                 | 3 декабря 2009 — 21 апреля 2010    |
| Тёмная Башня: Стрелок |                                                              |                   |                                    |
| 1                     | Путешествие начинается (англ. The Journey Begins)            | 5                 | 19 мая 2010 — 22 сентября 2010     |
| 2                     | Смиренные сёстры Элурии (англ. The Little Sisters of Eluria) | 5                 | 8 декабря 2010 — 13 апреля 2011    |
| 3                     | Битва при Талле (англ. The Battle of Tull)                   | 5                 | 1 июня 2011 — 5 октября 2011       |
| 4                     | Дорожная станция (англ. The Way Station)                     | 5                 | 14 декабря 2011 — 25 апреля 2012   |
| 5                     | Человек в чёрном (англ. The Man in Black)                    | 5                 | 20 июня 2012 — 17 октября 2012     |
| *                     | Рассказ Шими (англ. Sheemie's Tale)                          | 2                 | 9 января 2013 — 13 февраля 2013    |
| *                     | Наземное зло (англ. Evil Ground)                             | 2                 | 3 апреля 2013 — 5 июня 2013        |
| *                     | Так пал Лорд Перт (англ. So Fell Lord Perth)                 | 1                 | 7 августа 2013                     |
|                       | Тёмная Башня: Извлечение троих                               |                   |                                    |
| 1                     | Узник (англ. The Prisoner)                                   | 5                 | 17 сентября 2014 — 30 ноября 2014  |
| 2                     | Карточный домик (англ. House of Cards)                       | 5                 | 25 марта 2015 — 15 июля 2015       |
| 3                     | Леди Теней (англ. Lady of Shadows)                           | 5                 | 2 сентября 2015 — 20 января 2016   |
| 4                     | Горькая Пилюля (англ. Bitter Medicine)                       | 5                 | 20 апреля 2016 — 31 августа 2016   |
| 5                     | Новичок (англ. The Sailor)                                   | 5                 | 12 октября 2016 — 8 февраля 2017   |

### Выпуски на русском языке
Комиксы издаются на русском языке российским издательством «АСТ» с 2013 года, кроме того, экспортируются на Украину, в Белоруссию и Казахстан. Издательство изначально приняло решение выпускать комиксы в твёрдом переплёте по отдельно взятым томам. Правда, с частью тиража первой и второй книг вышел казус — некоторые из них оказались с браком — склеенными страницами, при открывании которых отрывается часть изображений на самих страницах.
1. Тёмная Башня: Рождение стрелка. — М.: АСТ, 2013. — 240 с. — ISBN 978-5-17-080646-1.[32]
2. Тёмная Башня: Долгая дорога домой. — М.: АСТ, 2014. — 160 с. — ISBN 978-5-17-082414-4.[33]
3. Тёмная Башня: Предательство. — М.: АСТ, 2014. — 176 с. — ISBN 978-5-17-082599-8.[34]
4. Тёмная Башня: Падение Гилеада. — М.: АСТ, 2014. — 208 с. — ISBN 978-5-17-087138-4.[35]
5. Тёмная Башня: Битва на Иерихонском холме. — М.: АСТ, 2015. — 144 с. — ISBN 978-5-17-087139-1.[36]
6. Тёмная Башня: Стрелок. Путешествие начинается. — М.: АСТ, 2015. — 144 с. — ISBN 978-5-17-092887-3.[37]
7. Тёмная Башня: Стрелок. Смиренные сёстры Элурии. — М.: АСТ, 2016. — 144 с. — ISBN 978-5-17-094699-0.
8. Тёмная Башня: Стрелок. Битва при Талле. — М.: АСТ, 2016. — 144 с. — ISBN 978-5-17-095793-4.
9. Тёмная Башня: Стрелок. Дорожная станция. - М.: АСТ, 2017. - 144 с. - ISBN 978-5-17-101719-4.
10. Тёмная Башня: Стрелок. Человек в Чёрном. - М.: АСТ, 2017. - 144 с. - ISBN 978-5-17-105315-4.
11. Тёмная Башня: Стрелок. Последние выстрелы. - М.: АСТ, 2017. - 128 с. - ISBN 978-5-17-105581-3.
12. Тёмная Башня: Извлечение троих. Книга 1. Узник. - М.: АСТ, 2018. - 128 с. - ISBN 978-5-17-092213-0[38]

## Другие выпуски
| Название                                                                                     | Дата выхода     |
| -------------------------------------------------------------------------------------------- | --------------- |
| Тёмная Башня: Рождение Стрелка Альбом (англ. The Dark Tower: The Gunslinger Born Sketchbook) | 13 декабря 2006 |
| Центр внимания Марвел: Тёмная Башня (англ. Marvel Spotlight: The Dark Tower)                 | 27 января 2007  |
| Тёмная Башня: Настольная книга Стрелка (англ. The Dark Tower: Gunslinger's Guidebook)        | 1 августа 2007  |
| Альманах по Внешнему миру (англ. The Dark Tower: End-World Almanac)                          | 2 июля 2008     |
| Путеводитель по Гилеаду (англ. The Dark Tower: Guide to Gilead)                              | 8 апреля 2009   |

## Коллекции на английском
1. The Dark Tower: The Gunslinger Born. — Marvel Books, 2007. — 240 p. — (The Dark Tower: The Gunslinger Born №1–7). — ISBN 0785121447.
2. The Dark Tower: The Long Road Home. — Marvel Books, 2008. — 160 p. — (The Dark Tower: The Long Road Home №1–5). — ISBN 0785135715.
3. The Dark Tower: Treachery. — Marvel, 2009. — 176 p. — (The Dark Tower: Treachery №1–6). — ISBN 078513574X.
4. The Dark Tower: Fall of Gilead. — Marvel, 2010. — 208 p. — (The Dark Tower: The Sorcerer and Fall of Gilead №1–6). — ISBN 0785129510.
5. The Dark Tower: Battle of Jericho Hill. — Marvel, 2010. — 144 p. — (The Dark Tower: Battle of Jericho Hill №1–5). — ISBN 0785129537.
6. The Dark Tower: The Journey Begins. — Marvel, 2011. — 136 p. — (The Dark Tower: The Journey Begins №1–5). — ISBN 0785147098.
7. The Dark Tower: The Little Sisters of Eluria. — Marvel, 2011. — 136 p. — (The Dark Tower: The Little Sisters of Eluria №1–5). — ISBN 0785149317.
8. The Dark Tower: The Battle of Tull. — Marvel, 2012. — 136 p. — (The Dark Tower: The Battle of Tull №1–5). — ISBN 0785149333.
9. The Dark Tower: The Way Station. — Marvel, 2012. — 136 p. — (The Dark Tower: The Way Station №1–5). — ISBN 078514935X.
10. The Dark Tower: The Man in Black. — Marvel, 2013. — 136 p. — (The Dark Tower: The Man in Black №1–5). — ISBN 0785149376.
11. The Dark Tower: Last Shots. — Marvel, 2013. — 120 p. — (The Dark Tower: Sheemie's Tale №1-2, Evil Ground №1-2 and The Fall of Lord Perth №1). — ISBN 0785149414.
12. The Dark Tower Omnibus. — Marvel, 2011. — 896 p. — (Collections 1–5). — ISBN 0785155414.
13. The Dark Tower Omnibus. — Marvel, 2014. — 1048 p. — (Collections 6-11). — ISBN 0785188703.